# Interferencia de pase (fútbol americano)

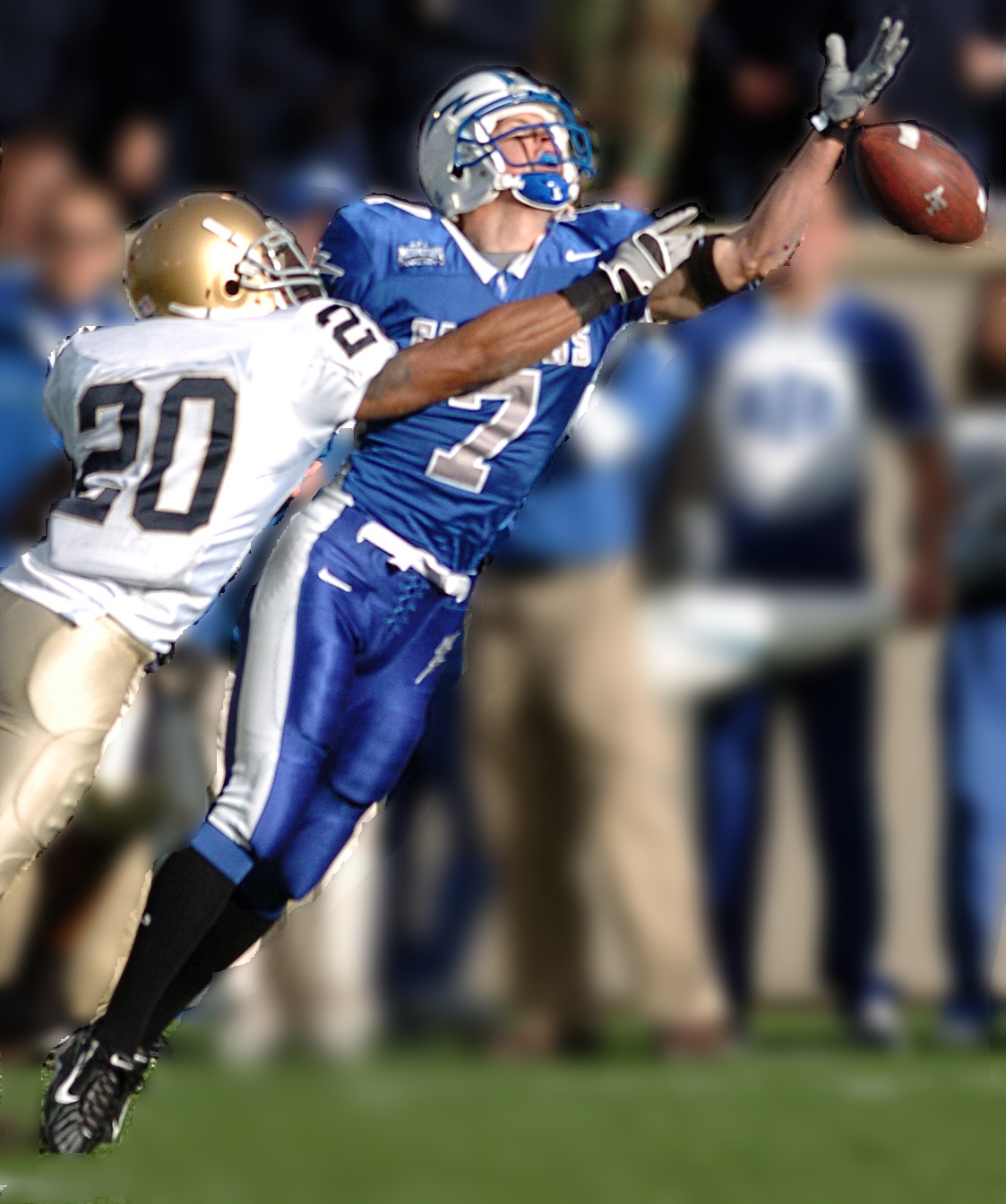
Ejemplo de una posible falta, conocida como "interferencia de pase defensiva", la cual sería marcada en contra de un jugador de Notre Dame (izquierda), el cual tiene su brazo extendido a lo largo del pecho hasta llegar al brazo de un receptor de Air Force (derecha).

En el fútbol americano y canadiense, una interferencia de pase (en inglés, pass interference o 'PI') es una penalización que ocurre cuando un jugador interfiere con la habilidad de un receptor elegible para intentar atrapar un pase. La interferencia de pase puede incluir hacer tropezar al jugador contrario, empujarlo, jalarlo o atravesarse en frente del mismo o jalar sus brazos. No incluye atrapar o desviar el balón antes de que llegue al receptor. Una vez que el balón toca a cualquier jugador defensivo o a un receptor ofensivo elegible, la regla de arriba no puede ser aplicable y el defensivo puede tacklear al receptor o evitar que el receptor tenga control del balón.
Una vez que un pase está en el aire, es considerado como balón libre y por tanto cualquier receptor elegible puede intentar atraparlo (todos los jugadores defensivos son receptores elegibles). Cuando un jugador defensivo atrapa el balón es llamado balón interceptado y su equipo toma posesión del balón. Algunas acciones que técnicamente pueden ser llamadas como interferencia de pase pueden ser pasadas por alto si el jugador defensivo está tratando de atrapar el balón o desviarlo en lugar de estar enfocado solamente en el receptor.
El receptor previsto puede encontrarse en la situación de tener que defender el pase si un jugador del equipo defensivo tiene una mejor oportunidad de atraparlo. Si un jugador ofensivo comete una infracción de interferencia de pase en contra de un jugador defensivo que esté tratando de interceptar un pase, esta es llamada interferencia de pase ofensiva.
En los niveles tanto universitario como profesional, el jugador del equipo defensivo puede hacer contacto con el receptor dentro de las primeras cinco yardas a partir de la línea de scrimmage. Cualquier otro contacto más allá de esas cinco yardas en penalizado como un contacto ilegal. La interferencia de pase es marcada si el jugador defensivo hace contacto con el jugador ofensivo mientras intenta atrapar un pase. Cualquier contacto de manera inadvertida o sin intención, no puede ser penalizado.
En los niveles de preparatoria, el defensivo puede hacer contacto con el receptor mientras el quarterback no haya soltado el balón.
En la NFL y la Liga Canadiense la penalización por una interferencia de pase es un primer down automático en el lugar de la falta. Si la falta ocurre dentro de la zona de anotación, el balón será colocado en la yarda uno.  En la  NFL, la penalización de una interferencia de pase ofensiva es de una pérdida de 10 yardas y un down.